# Damián Fernández
Damián Ariel Fernández (Merlo, 2 gennaio 2001) è un calciatore argentino, difensore del Vélez Sarsfield.

## Caratteristiche tecniche
È un difensore centrale.

## Carriera
Fernández è cresciuto nel settore giovanile del Vélez Sarsfield, con cui ha firmato il primo contratto professionistico il 15 agosto 2019. Ha esordito in prima squadra sedici giorni dopo nell'incontro di Primera División vinto 1-0 contro l'Estudiantes (LP). Il 21 giugno 2022 ha trovato la prima rete in carriera nel successo per 2-0 sul Rosario Central.

## Statistiche

### Presenze e reti nei club
Statistiche aggiornate al 5 aprile 2025.
| Stagione        | Squadra         | Campionato      | Campionato | Campionato | Coppe nazionali | Coppe nazionali | Coppe nazionali | Coppe continentali | Coppe continentali | Coppe continentali | Altre coppe | Altre coppe | Altre coppe | Totale | Totale | Totale |
| Stagione        | Squadra         | Comp            | Pres       | Reti       | Comp            | Pres            | Reti            | Comp               | Pres               | Reti               | Comp        | Pres        | Reti        | Pres   | Reti   |        |
| --------------- | --------------- | --------------- | ---------- | ---------- | --------------- | --------------- | --------------- | ------------------ | ------------------ | ------------------ | ----------- | ----------- | ----------- | ------ | ------ | ------ |
| 2019-2020       | Vélez Sarsfield | PD              | 1          | 0          | CA+CdL          | 0+1             | 0               | CS                 | 0                  | 0                  | -           | -           | -           | 2      | 0      |        |
| 2021            | Vélez Sarsfield | PD              | 2          | 0          | CA+CdL          | 0+2             | 0               | CL                 | 0                  | 0                  | -           | -           | -           | 4      | 0      |        |
| 2022            | Vélez Sarsfield | PD              | 10         | 1          | CA+CdL          | 0+3             | 0               | CL                 | 0                  | 0                  | -           | -           | -           | 13     | 1      |        |
| 2023            | Vélez Sarsfield | PD              | 9          | 0          | CA+CdL          | 2+1             | 0               | -                  | -                  | -                  | -           | -           | -           | 12     | 0      |        |
| 2024            | Vélez Sarsfield | PD              | 9          | 1          | CA+CdL          | 4+11            | 0               | -                  | -                  | -                  | TC          | 0           | 0           | 24     | 1      |        |
| 2025            | Vélez Sarsfield | PD              | 9          | 0          | CA              | 1               | 0               | CL                 | 1                  | 0                  | SA          | -           | -           | 11     | 0      |        |
| Totale carriera | Totale carriera | Totale carriera | 40         | 2          |                 | 25              | 0               |                    | 1                  | 0                  |             | 0           | 0           | 66     | 2      |        |

## Palmarès

### Competizioni nazionali

#### Club
- Campionato argentino: 1

Velez: 2024